# Hypsiboas calcaratus
La rana arbórea de espolones (Hypsiboas calcaratus) es una especie de anfibios de la familia Hylidae. Habita en Bolivia, Brasil, , Ecuador, las Guayanas y Perú (por confirmar en Colombia y Venezuela), en altitudes entre el nivel del mar y 650 m.
Sus hábitats naturales incluyen bosques tropicales o subtropicales secos y a baja altitud y ríos. Está amenazada por la destrucción de su hábitat natural.